# Andra ringvägen (Peking)

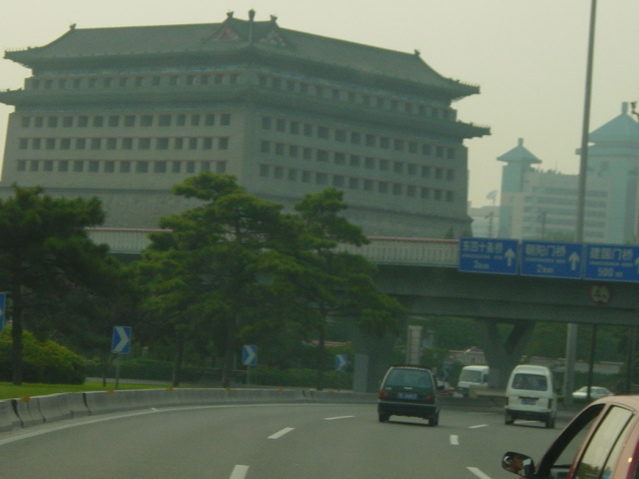
Del av sydöstra hörnet av Pekings stadsmur sedd från Andra ringvägen.

Andra ringvägen (二环路; èr huán lù) är den innersta av Pekings ringvägar. Andra ringvägen är 32,7 km lång och var färdigställd 1992. Andra ringvägen är byggd där Pekings stadsmur tidigare stod, och Pekings tunnelbana, Linje 2 löper rakt under ringvägen. Andra ringvägen omsluts av Tredje ringvägen.
Uppförandet av Andra ringvägen gjordes i två steg. Den norra halvan (17 km) byggdes 1977 till 1980. Den södra halvan (16 km)  färdigställdes 1987 till 1992.
Andra Ringvägen omsluter en stor del av Pekings historiska byggnader, och några är synliga från ringvägen såsom Yonghegong (innanför norra ringvägen) och Himmelens tempel (innanför södra ringvägen).